# Regente Feijó (kommun)
Regente Feijó är en kommun i Brasilien.   Den ligger i delstaten São Paulo, i den södra delen av landet, 800 km sydväst om huvudstaden Brasília. Antalet invånare är 18 496.
Följande samhällen finns i Regente Feijó:
- Regente Feijó

Trakten runt Regente Feijó består i huvudsak av gräsmarker. Runt Regente Feijó är det ganska tätbefolkat, med 67 invånare per kvadratkilometer.